# Кауффман, Марта
Марта Фрэн Кауффман (англ. Marta Fran Kauffman, род. 21 сентября 1956) — американская сценаристка и продюсер. Наиболее известна как сосоздательница ситкома «Друзья» совместно с Дэвидом Крейном.

## Ранние годы
Кауфман родилась в еврейской семье в пригороде Филадельфии. Она обучалась в средней школе Марпл-Ньютаун, расположенной в школьном округе Марпл-Ньютаун недалеко от Филадельфии, именно там она впервые проявила режиссёрские способности. Затем окончила Университет Брандейса в 1978 году. Во время своего пребывания там она была сестрой женского общества Cигма Дельта Тау.

## Карьера
Кауфман совместно с Дэвидом Крейном продюсировали такие сериалы как «Друзья», «Салон Вероники» и «Джесси». В 2014 году Кауффман вернулась на телевидение как создатель сериала «Грейс и Фрэнки» для Netflix. Является соосновательницей продюсерской компании Okay Goodnight. Телевизионная студия Fox 21 подписала многолетнее соглашение с Okay Goodnight в январе 2020 года.

## Личная жизнь
Кауфман была замужем за Майклом Склоффом, они проживали в Лос-Анджелесе. У пары трое детей: Ханна, Сэм и Роза. В ноябре 2015 года они подали на развод. Кауфман является демократом.

## Фильмография
| Год       | Название                                                    | Оригинальное название                                       | Сценарист    | Режиссёр   | Продюсер     | Примечания           |
| --------- | ----------------------------------------------------------- | ----------------------------------------------------------- | ------------ | ---------- | ------------ | -------------------- |
| 1987      | —                                                           | Everything’s Relative                                       | Да (1 эп.)   |            |              | телесериал           |
| 1990—1993 | Как в кино                                                  | Dream On                                                    | Да (119 эп.) |            | Да (54 эп.)  | телесериал           |
| 1991      | —                                                           | Sunday Dinner                                               | Да (1 эп.)   |            |              | телесериал           |
| 1992—1993 | Власть имущие                                               | The Powers That Be                                          | Да (21 эп.)  |            |              | телесериал           |
| 1993      | Семейный альбом                                             | Family Album                                                | Да (6 эп.)   |            | Да (6 эп.)   | телесериал           |
| 1994      | Пары                                                        | Couples                                                     | Да           |            | Да           | телефильм            |
| 1994—2004 | Друзья                                                      | Friends                                                     | Да (235 эп.) |            | Да (235 эп.) | телесериал           |
| 1997—2000 | Салон Вероники                                              | Veronica’s Closet                                           | Да (67 эп.)  |            | Да (66 эп.)  | телесериал           |
| 1998—2000 | Джесси                                                      | Jesse                                                       |              |            | Да (34 эп.)  | телесериал           |
| 2004      | Друзья: Ещё один эпизод перед последним — Десять лет Друзей | Friends: The One Before the Last One — Ten Years of Friends | Да           |            | Да           | телефильм            |
| 2004—2006 | Джоуи                                                       | Joey                                                        | Да (31 эп.)  |            |              | телесериал           |
| 2005—2006 | Связанные                                                   | Related                                                     | Да (1 эп.)   |            | Да (19 эп.)  | телесериал           |
| 2007      | —                                                           | Gifted                                                      |              |            | Да           | телефильм            |
| 2008      | Благословенна спичка: Жизнь и смерть Ханы Сенеш             | Blessed Is the Match: The Life and Death of Hannah Senesh   |              |            | Да           | документальный фильм |
| 2010—2015 | Независимая линза                                           | Independent Lens                                            |              |            | Да (2 эп.)   | телесериал           |
| 2011      | Пять                                                        | Five                                                        | Да           |            | Да           | телефильм            |
| 2012      | Хава нагила                                                 | Hava Nagila: The Movie                                      |              |            | Да           | документальный фильм |
| 2012      | Джорджия                                                    | Georgia                                                     | Да (3 эп.)   | Да (3 эп.) |              | телесериал           |
| 2013      | Зови меня сумасшедшим                                       | Call Me Crazy: A Five Film                                  |              |            | Да           | телефильм            |
| 2014      | —                                                           | Mimi and Dona                                               |              |            | Да           | документальный фильм |
| 2015—2020 | Грейс и Фрэнки                                              | Grace and Frankie                                           | Да (94 эп.)  | Да (6 эп.) | Да (78 эп.)  | телесериал           |
| 2018      | Встречайте Глорию Оллред                                    | Seeing Allred                                               |              |            | Да           | документальный фильм |

## Награды и номинации
| Награда | Год  | Категория                           | Название работы | Результат |
| ------- | ---- | ----------------------------------- | --------------- | --------- |
| Эмми    | 1993 | Лучший сценарий комедийного сериала | Как в кино      | Номинация |
| Эмми    | 1995 | Лучший комедийный сериал            | Друзья          | Номинация |
| Эмми    | 1996 | Лучший комедийный сериал            | Друзья          | Номинация |
| Эмми    | 1999 | Лучший комедийный сериал            | Друзья          | Номинация |
| Эмми    | 2000 | Лучший комедийный сериал            | Друзья          | Номинация |
| Эмми    | 2002 | Лучший комедийный сериал            | Друзья          | Победа    |
| Эмми    | 2003 | Лучший комедийный сериал            | Друзья          | Номинация |